# なのにあなたは京都へゆくの
『なのにあなたは京都へゆくの』（なのにあなたはきょうとへゆくの）は、チェリッシュの楽曲。デビューシングルとして1971年9月5日にリリースされた。発売元はビクターレコード。
B面曲の「今ならあなたと」ともども、同名のファーストアルバム『なのにあなたは京都へゆくの』に収録されている。

## 解説
デビュー当時のチェリッシュ（第1期チェリッシュ）は5人組グループであった。松崎好孝・松崎（旧姓・松井）悦子の男女デュオ（第2期）となったのは、翌1972年にリリースされた3作目のシングル『ひまわりの小径』からである。
1971年6月6日に日比谷大音楽堂で開催された、第1回「バイタリス・フォーク・ビレッジ 全国フォーク音楽祭全国大会に中部地区代表として出場し、「恋人達と」（作詞・作曲：松崎好孝）でグランプリを受賞した。
これにより、ビクターレコードのディレクター深井静史にスカウトされた。メンバーから送られてきたコンサートのライブ・テープの中から、深井が選んだのがこの曲であった。リーダーの松崎好孝はシングル化に当初反対したものの、深井の説得により承諾。しかし「ファルセットで売れたためしはない」という理由で編成会議で没案となり、深井が頭を下げてなんとか発売にこぎつけた。初回プレス枚数は1500枚で、宣伝用のポスターやチラシも制作されなかったが、翌1972年に入ってからロング・ヒットを記録し、累計では35万枚を売り上げた。
「私」を捨てて京都へ行ってしまった恋人への想いを歌った失恋ソングで、京都のご当地ソングとしても知られる。
2004年には、アニメ『鉄人28号』第15・16回「京都編」のエンディングテーマに起用された。

## 収録曲
1. なのにあなたは京都へゆくの (3分17秒)
作詞：脇田なおみ／作曲：藤田哲朗／編曲：馬飼野俊一
2. 今ならあなたと (3分20秒)
作詞・作曲：奥山敬造／編曲：馬飼野俊一

## 収録アルバム
- なのにあなたは京都へゆくの
- チェリッシュ・ベスト・コレクション
- スーパー・デラックス
- チェリッシュ・ライブ

ほか

## カバー
- 桑田佳祐（2019年） - ライブビデオ『平成三十年度! 第三回ひとり紅白歌合戦』収録